# يوسوكي إيزيا
يوسوكي إيزيا هو ممثل، مخرج ورجل أعمال ياباني ولد في 29 مايو 1976.